# عجوقاوات
عجوقاوات (الاسم العلمي: Ajugoideae) هي أسرة نباتية تتبع فصيلة الشفوية من رتبة الشفويات.

## قبائل
- عجوقاوية

## أجناس
- عجوقة

## مرادفات
- جعداوات